# The Valley (Londres)
The Valley é um estádio de futebol que fica em Londres, na Inglaterra. É a casa do Charlton Athletic e tem uma capacidade de 27.111 torcedores.

## História

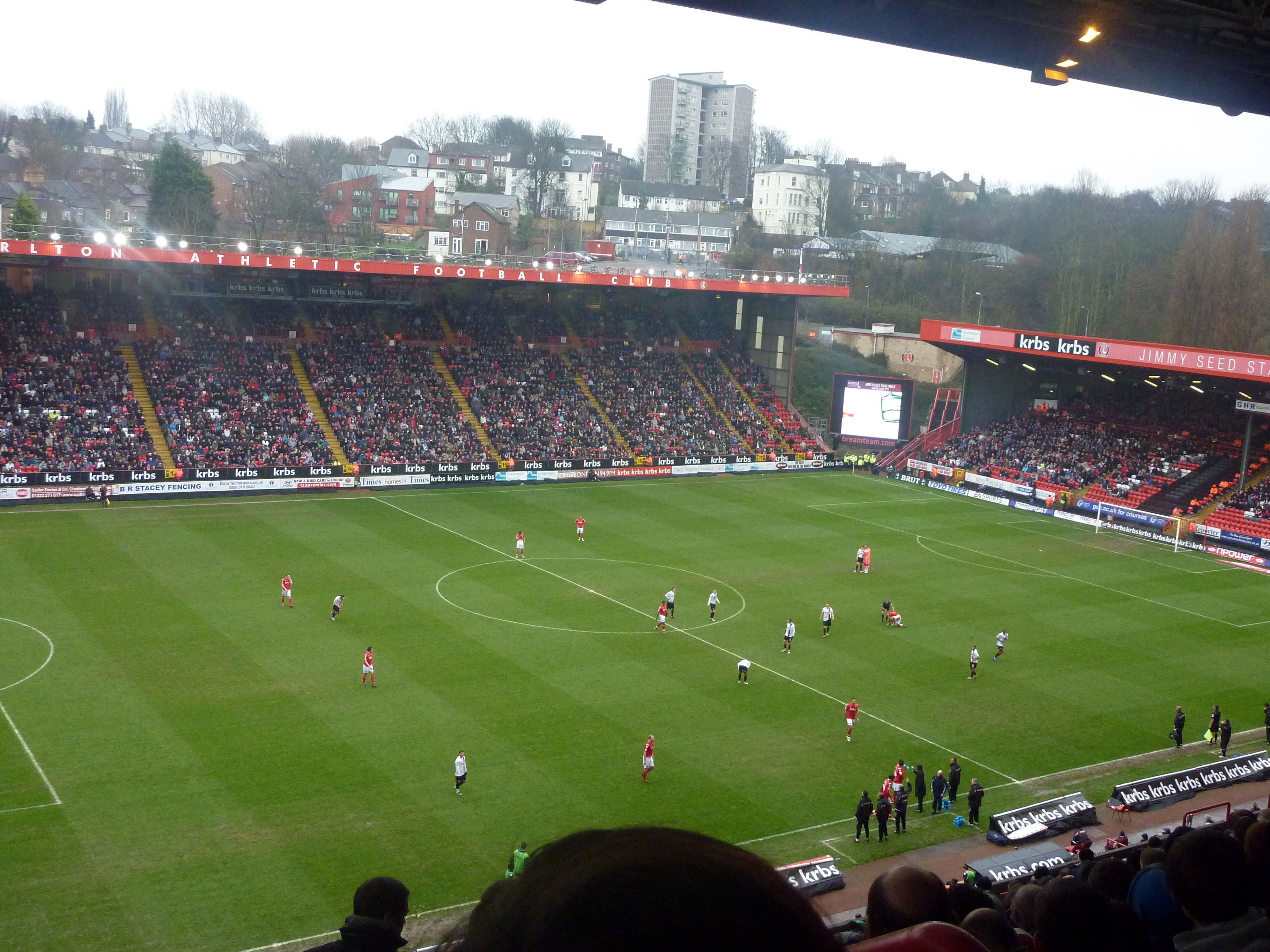
Estádio The Valley, partida entre Charlton x Exeter, em 19/02/2011

Nos primeiros anos do Charlton, o clube teve uma existência nômade usando vários locais diferentes quando mandante, entre a sua formação em 1905 e o início da Primeira Guerra Mundial em 1914. Em 1919, numa época em que o Charlton alcançou relativo sucesso, começou a procura por uma nova casa.
O clube encontrou uma área abandonada em Charlton, no sul de Londres , mas não tinha fundos suficientes para a construção completa do estádio. 
Um grande grupo de voluntários torcedores do Charlton ajudaram a escavar uma parte do terreno e com o material dali retirado construíram arquibancadas improvisadas.

## Recordes[nota 1]
♦ Charlton vs. Chelsea - 17 de setembro de 2005;
♦ Charlton vs. Tottenham Hotspur - 2 de outubro de 2005;
♦ Charlton vs. Liverpool, 16 de dezembro de 2006;
♦ Charlton vs. West Ham, 24 de Fevereiro de 2007.